# 安西四镇
安西四镇，中国唐代西域重兵之地。唐太宗贞观二十二年（648年）置，分别为龟兹（位于今新疆库车）、于阗 （位于今新疆和田西南）、疏勒 （位于今新疆喀什）、焉耆 （位于今新疆焉耆西南）四镇。
在唐高宗调露元年（679年）唐安抚大使裴行俭平定匐延都督阿史那都支等人的反叛后，曾以碎叶城（今阿克·贝希姆遗址，位于今吉尔吉斯斯坦楚河州托克马克市西南8公里处）代替焉耆。开元七年（719年）十姓可汗请居碎叶，安西节度使汤嘉惠表以焉耆备四镇。四镇又变回龟兹、于阗、疏勒、焉耆。

## 历史

### 置前概况
龟兹都督府
本龟兹国。其王姓白，理白山之南。去瓜州三千里，胜兵数千。
毗沙都督府
本于阗国。在葱岭北二百里，胜兵数千。俗多机巧。其王伏阇信，贞观二十三年七月初六入朝。在安西都护府西南二千里。
疏勒都督府
本疏勒国。在白山之南，胜兵二千。去瓜州四千六百里。贞观九年，遣使朝贡，自是不绝。在安西都护府西南二千里。
焉耆都督府
本焉耆国。其王姓龙，名突骑支，常役于西突厥。俗有鱼鳖之利。贞观十八年，郭孝恪平之，由是臣属。在安西都护府东八百里。

### 四镇设府
| 四镇   | 都督府       | 设置时间                     | 领州数目        |
| ------ | ------------ | ---------------------------- | --------------- |
| 龟兹镇 | 龟兹都督府   | 贞观二十二年（648年）        | 9               |
| 于阗镇 | 毗沙都督府置 | 上元二年（675年） 春正月丙寅 | 初为5，后析为10 |
| 疏勒镇 | 疏勒都督府   | 上元中置                     | 15              |
| 焉耆镇 | 焉耆都督府   | 上元中置                     | 无蕃州          |

### 唐蕃逐鹿
贞观二十二年（648年）破龟兹、开四镇、移置安西都护府与龟兹兼统之。
- 咸亨元年（670年）夏四月，吐蕃陷白州等一十八州，又与于阗合众袭龟兹，陷之。罢 安西四镇。[6]
- 咸亨四年（673年），唐恢复安西四镇。[7]
- 仪凤三年（678年），吐蕃攻焉耆以西，四镇皆没。[8]
- 仪凤四年（679年），安西四镇被唐将裴行俭收复。[7]
- 垂拱三年（687年），武则天收缩战线，放弃安西四镇。[7]
- 长寿元年（692年），武威军总管王孝杰、阿史那忠节大破吐蕃，克复四镇，自此复于龟兹置安西都护府，镇兵三万人。[1]

- 开元七年（719年）十姓可汗请居碎叶，安西节度使汤嘉惠表以焉耆备四镇。[3]
- 天宝初，置十节度经略使以备边。安西节度抚宁西域，统龟兹、焉耆、于阗、疏勒四镇， 治龟兹城，兵二万四十。[9]
- 天宝末，安西、北庭末失关、陇，朝贡道隔。自后伊西北庭节度使李元忠、四镇节度留后郭昕数遣使奉表，皆不至。[10]
- 上元元年（760年），河西军镇多为吐蕃所陷。有旧将李元忠守北庭，郭昕守安西府， 二镇与沙陀、回鹘相依，吐蕃久攻之不下。[4]
- 建中元年（780年）李元忠、郭昕遣使间道奏事，德宗以元忠为北庭大都护，昕为安西大都护、四镇节度观察使。[4]

### 四镇陷落
按《旧唐书·地理志》和《新唐书·地理志》四镇陷落当在的贞元三年（787年）“其后，吐蕃急攻沙陀、回鹘部落，北庭、安西无援，贞元三年，竟陷吐蕃”。“贞元三年（787年），吐蕃攻沙陀、回纥，北庭、安西无援，遂陷」。
按《资治通鉴·卷二百三十三》四镇陷落当在贞元六年（790年）“及三葛禄、白服突厥皆附于回鹘，回鹘数侵掠之。吐蕃因葛禄、白服之众以攻北庭……贞元六年（790年）庚午……回鹘颉干迦斯与吐蕃战不利，吐蕃急攻北庭。北庭人苦于回鹘索求，与沙陀酋长朱邪尽忠皆 降于吐蕃。……安西由是遂绝，莫知存亡，而西州犹为唐固守”。 
今有学者考证贞元六年（790年）只是安西四镇中的于阗陷落，四镇陷落的最后时间当为唐宪宗元和三年（808年）冬，即安西都護府最後總部龜茲徹底失陷為止。

### 清朝收复

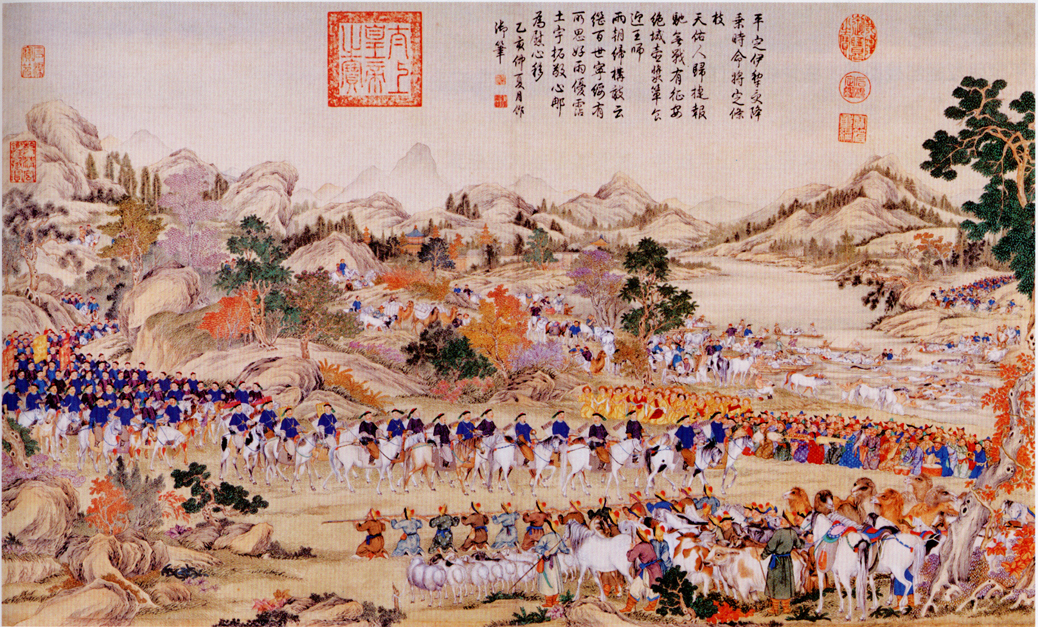
清兵進入伊犁

唐朝中期失去西域后，后历代中原王朝不论如何文教昌明或武功繁盛，均未能再度将西域收复，直到满清时期对西部的蒙古部落用武。乾隆十九年（1755年）準噶爾汗國爆發內亂。阿睦爾撒納率部兩萬餘歸降清廷，乾隆帝封阿睦爾撒納親王爵，双亲王俸，又命其為定邊左副將軍，從定邊將軍班第進攻準噶爾。清軍最終生擒達瓦齊汗，準噶爾汗國滅亡。乾隆二十二年（1757年）阿睦爾撒納叛亂，清廷派兵征討。阿睦爾撒納逃亡，病卒於俄羅斯。乾隆二十二年（1757年），和卓後裔霍集占、波羅尼都在新疆回部舉兵叛亂，史稱大小和卓之亂。清廷派兵出剿，佔領葉爾羌、喀什噶爾。
- 龟兹：乾隆二十三年（1758年），讨霍集占，伯克阿集以城降，改名库车。二十四年，设办事大臣。[15]
- 于阗：乾隆二十年（1755年），准部平，始内属。二十四年，设办事大臣、协办大臣各一。[16]
- 疏勒：乾隆二十四年（1759年），将军富德克之，始内属。[17]
- 焉耆：乾隆二十二年（1757年），准部平，改名喀喇沙尔。[18]
- 至此，到乾隆二十四年（1759年），安西四镇重新纳入到中央政府的统治范围。